# Rue du Calvaire (Nantes)
Pour l’article homonyme, voir Rue du Calvaire.
La rue du Calvaire est une rue de Nantes, en France. Avec la place des Volontaires-de-la-Défense-Passive (située au milieu de son parcours), elle constitue un exemple caractéristique d'urbanisme des années 1950.

## Situation et accès
Située dans le centre-ville de Nantes, la  rue du Calvaire prolonge la rue de Feltre (laquelle part depuis le cours des 50-Otages) pour aboutir place Delorme dans le prolongement de la rue Copernic. Sur son tracé, elle rencontre la rue Paré, la place des Volontaires-de-la-Défense-Passive, puis les rues du Chapeau-Rouge et Lekain.

Il s'agit de l'une des artères semi-piétonnes les plus commerçantes de la ville (Zara, H&M, Armand Thiery, Monoprix, Undiz, Crazy Republic, Acessorize, etc.).

## Origine du nom
La rue doit son nom au couvent des Filles du Calvaire, qui était situé dans la partie haute du secteur, à l'ouest. 

## Historique
L'aménagement de cette artère, à l'origine un chemin sur des terrains appartenant à la congrégation des Filles du Calvaire qui en étaient propriétaire depuis 1625, est projeté en 1780. Les travaux ont lieu en 1788.
Durant la Révolution, la rue est renommée « rue Galilée ».
En 1793, le couvent des Filles du Calvaire est utilisé comme caserne, puis vendu en 1798.
L'imposant hôtel Chardonneau, construit en 1827 par l'architecte François-Léonard Seheult et détruit en 1891, accueille la Cercle des beaux-arts en 1835 puis le « Grand Café du Sport ». Plus tard, c'est un magasin de La Belle jardinière qui s'y installe.
En 1843, la rue est pavée et raccordée aux quais de l'Erdre par le percement de la rue de Feltre. En 1844, le médecin Benjamin Clemenceau, père de Georges Clemenceau, alors âgé de trois ans, s'installe au numéro 8 de la voie.
Après le renversement de Louis-Philippe Ier, des clubs politiques se forment à Nantes, début 1848, dans la perspective des premières élections de la IIe République. Malgré son nom, la « Société électorale de la place Sainte-Croix » est basée rue du Calvaire, et est d'ailleurs connue sous le nom de « club de la rue du Calvaire ». En mars 1848, contrairement au « club de l'Oratoire » qui est composé d'ouvriers, le club de la rue du Calvaire représente les professions libérales, les principales figures étant Évariste Colombel et Olivier de Sesmaisons.
Durant le Second Empire, la rue regroupe de nombreux industriels. En 1852, elle est une des premières voies nantaises à être équipées de lanternes alimentées au gaz.
Pendant la Seconde Guerre mondiale, le quartier fut presque totalement détruit lors du bombardement allié du 16 septembre 1943 (tout comme la place Royale et la basilique Saint-Nicolas qui sont attenantes). Seuls restaient debout les immeubles du bas de la rue et ceux de la rue de Feltre. Épargnés par les bombes, les quelques immeubles XIXe siècle, frappés d’alignements par le plan de remembrement de 1949, furent sauvés de la destruction par la mairie qui s’opposa à la disparition des bâtiments en bon état. Dès la fin du conflit, l'architecte Michel Roux-Spitz et son adjoint Yves Liberge chargé du secteur, décidèrent d'en faire une épine dorsale du nouveau plan de circulation.
On profita alors de la reconstruction pour procéder à un élargissement significatif de la rue sur environ 160 mètres, de la place des Volontaires de la défense passive jusqu'à la place du Bon-Pasteur, et qui passa ainsi de 9,50 m à 25 m de large : soit 11 m pour la chaussée et 7 m par trottoir.
Six blocs d'immeubles en béton, tous identiques, furent édifiés de part et d'autre de la voirie. Hauts de 23 m, ils comportent un sous-sol, un rez-de-chaussée avec entresol (occupé par des commerces) et cinq étages dont le dernier avec terrasse est en retrait (occupé essentiellement par des bureaux). Plusieurs matériaux recouvrent les façades : le soubassement est en granit roux d’Ille-et-Vilaine, l’entresol en plaques de pierre agrafées et les étages en pierre de taille reprennent ainsi la tradition architecturale nantaise. L’innovation viendra du choix des ouvertures, puisque Yves Liberge inaugure à Nantes des fenêtres horizontales et métalliques à guillotine inspirées des réalisations parisiennes de Roux-Spitz.
En 1960, la rue sert de décor extérieur lors du tournage du film Lola (1961) de Jacques Demy.
Depuis l'automne 2012, la partie de la rue située de la place des Volontaires-de-la-Défense-Passive (à l'instar des travaux similaires effectués sur le cours des 50-Otages) est devenue une « zone à trafic limité », où seuls les cyclistes, les bus, les véhicules en intervention et ceux des riverains, commerçants, livreurs, etc. sont autorisés à circuler.

## Bâtiments remarquables et lieux de mémoire
- Au no 29 se trouve un immeuble de la fin du XVIIIe siècle construit sur les plans de l'architecte nantais Mathurin Crucy.

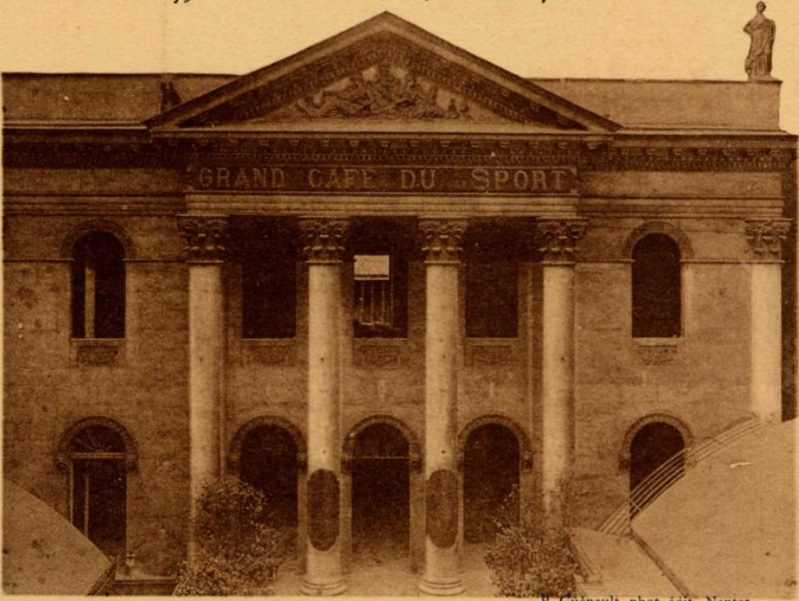
Café du Sport (ancien hôtel Chardonneau).